# Перевал Брейкхарт
«Перевал Брейкхарт» (англ. Breakheart Pass) — американский художественный фильм режиссёра Тома Грайза, экранизация романа Алистера Маклина «Ущелье разбитых надежд», сочетающая черты вестерна и детектива. Главные роли в фильме сыграли Чарльз Бронсон, Бен Джонсон, Ричард Кренна и Джилл Айрленд. Премьера состоялась в 1975 году.

## Сюжет
Действие фильма происходит в конце XIX века. Губернатор Невады отправляется в свой штат, охваченный эпидемией, на поезде, который везёт лекарства. Однако в пути начинают происходить убийства. Расследование берёт на себя Джон Дикин — находящийся в розыске шулер, которого губернатор арестовывает в пути.

## В ролях
- Чарльз Бронсон — Джон Дикин
- Бен Джонсон — Маршал Пирс
- Джилл Айрленд — Мариса
- Чарльз Дёрнинг — О'Брайен
- Эд Лотер — майор Клермонт
- Билл МакКинни — преподобный Пибоди
- Дэвид Хаддлстон — Доктор Молинье
- Рой Дженсон — Крис Бэнион
- Роберт Тессьер — Леви Калхун
- Даг Эткинс — Джеббо
- Рэйфорд Барнс — сержант Белью
- Джо Кэпп — Генри
- Салли Кемп — проститутка
- Салли Кёрклэнд — Джейн-Мари
- Эдди Литтл Скай — Белая рука
- Кит МакКонелл — Гэбриел
- Джон Митчум — Рыжая борода
- Арчи Мур — Карлос
- Рид Морган — Капитан Окленд
- Скотт Ньюман — Рафферти
- Роберт Ротуэлл — лейтенант Ньюэлл
- Кейси Тиббс — Джексон
- Ричард Кренна — Губернатор Ричард Фэирчайлд

## Восприятие
Мнения критиков о фильме разошлись. Рецензент Los Angeles Times назвал «Перевал Брейкхарт» «забавной» картиной, снятой «на таком элементарном уровне, что она может удовлетворить только самого нетребовательного зрителя». Обозреватель газеты Die Zeit написал, что режиссёр фильма «растрачивает здесь талант одного из лучших американских кинематографистов: скучная операторская работа Люсьена Балларда редко позволяет предположить, что она принадлежит тому же человеку, который снимал красивейшие вестерны Бадда Беттикера и Сэма Пекинпы». При этом рецензент журнала Cinema назвал «Перевал Брейкхарт» прекрасно снятой экранизацией, «детективом Агаты Кристи в декорациях Дикого Запада». Для авторов «Словаря интернационального кино» этот фильм — «визуально эффектная смесь детектива с вестерном».